# Lia van Schieová
Lia van Schieová (* 8. července 1970 Leiden, Jižní Holandsko) je bývalá nizozemská rychlobruslařka.
Na velkých mezinárodních závodech debutovala v roce 1989, kdy nastoupila do seriálu Světového poháru. V roce 1990 poprvé startovala na Mistrovství světa ve víceboji, kde skončila na osmém místě. Na světovém vícebojařském šampionátu 1991 získala bronzovou medaili. Roku 1992 se zúčastnila Mistrovství Evropy, kde se umístila na páté příčce, Zimních olympijských her (1500 m – 16. místo, 3000 m – 9. místo, 5000 m – 8. místo) a Mistrovství světa ve víceboji, kde byla osmá. V dalších sezónách, kromě několika absolvovaných závodů Světového poháru, již startovala pouze na nizozemských mistrovstvích, z nichž má celkem 11 medailí, z toho čtyři zlaté. Po sezóně 1994/1995 ukončila sportovní kariéru.